# Liste der Knesset-Abgeordneten
Ein Mitglied der Knesset ist ein gewählter Abgeordneter im israelischen Parlament, der Knesset.
- Liste der Mitglieder der 1. Knesset (1949–1951)
- Liste der Mitglieder der 2. Knesset (1951–1955)
- Liste der Mitglieder der 3. Knesset (1955–1959)
- Liste der Mitglieder der 4. Knesset (1959–1961)
- Liste der Mitglieder der 5. Knesset (1961–1965)
- Liste der Mitglieder der 6. Knesset (1965–1969)
- Liste der Mitglieder der 7. Knesset (1969–1973)
- Liste der Mitglieder der 8. Knesset (1973–1977)
- Liste der Mitglieder der 9. Knesset (1977–1981)
- Liste der Mitglieder der 10. Knesset (1981–1984)
- Liste der Mitglieder der 11. Knesset (1984–1988)
- Liste der Mitglieder der 12. Knesset (1988–1992)
- Liste der Mitglieder der 13. Knesset (1992–1996)
- Liste der Mitglieder der 14. Knesset (1996–1999)
- Liste der Mitglieder der 15. Knesset (1999–2003)
- Liste der Mitglieder der 16. Knesset (2003–2006)
- Liste der Mitglieder der 17. Knesset (2006–2009)
- Liste der Mitglieder der 18. Knesset (2009–2013)
- Liste der Mitglieder der 19. Knesset (2013–2015)
- Liste der Mitglieder der 20. Knesset (2015–2019)
- Liste der Mitglieder der 21. Knesset (2019–2019)
- Liste der Mitglieder der 22. Knesset (2019–2020)
- Liste der Mitglieder der 23. Knesset (2020–2021)
- Liste der Mitglieder der 24. Knesset (2021–2022)
- Liste der Mitglieder der 25. Knesset (seit 2022)